# 斑鳩町 (兵庫県)
斑鳩町（いかるがちょう）は、かつて兵庫県に存在していた町である。1951年に石海村、太田村との合併により太子町となり消滅した。
現在で言うと斑鳩小学校区に相当する太子町中西部に位置していた。本項では町制前の名称である斑鳩村（いかるがむら）についても述べる。

## 概要
現在の太子町中西部にあたる地域（鵤、馬場、阿曽、下阿曽）に相当する。

## 沿革
- 1889年（明治22年）4月1日 町村制施行に伴い以下の範囲を以て揖東郡斑鳩村発足。
  - 鵤村、馬場村、阿曽村、下阿曽村
- 1896年（明治29年）4月1日 揖東郡、揖西郡が合併し揖保郡に。
- 1931年（昭和6年）4月1日 町制を施行し斑鳩町成立。
- 1951年（昭和26年）4月1日 石海村、太田村との合併により太子町となったため消滅。